# Скляр Олександр Сергійович
Олександр Сергійович Скляр (26 лютого 1991, Харків) — український футболіст, центральний півзахисник полтавської «Ворскли».

## Біографія

### Клубна кар'єра
Почав займатися футболом у харківському ДЮСШ-13, перший тренер — Валерій Михайлович Рижих. Після чого виступав за харківський УФК.

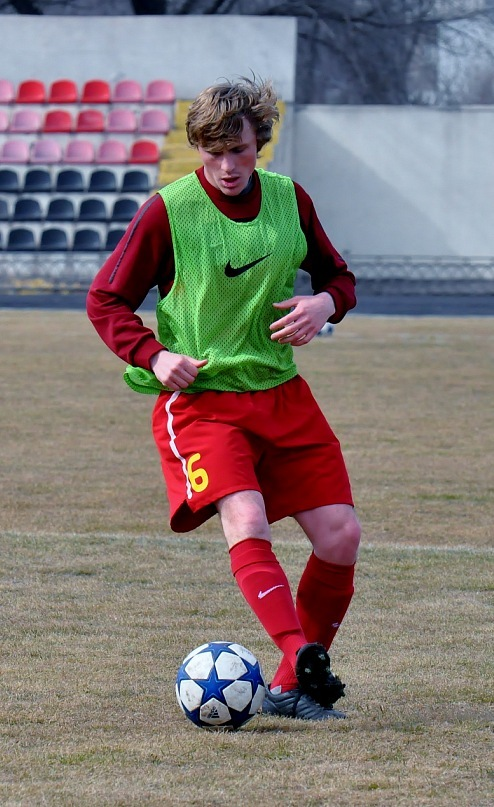
Олександр Скляр під час виступів за «Зірку». 3 квітня 2011 року

У 2008 році потрапив у дубль «Харкова». В основі дебютував 10 травня 2009 року в матчі проти донецького «Шахтаря», який завершився поразкою «горожан» з рахунком 0-3. Скляр вийшов на 35 хвилині замість Євгена Чеберячка. Проте в тому сезоні «Харків» зайняв останні місце в Прем'єр-лізі і вилетів у першу лігу.
В наступному сезоні в першій лізі Скляр став основним гравцем команди, але по його завершенні, 23 червня 2010 року через фінансові негаразди та невиплату заробітної плати гравцям Федерація футболу України позбавила ФК «Харків» статусу професіонального клубу і Скляр отримав статус вільного агента. Всього з 27 матчів за основу «Харкова» Олександр Скляр в свій актив записав три матчі в Прем'єр-Лізі України, два — в кубку України.
В жовтні 2010 року Скляр на правах вільного агента підписав контракт з кіровоградською «Зіркою». В новому клубі Олександр відразу отримав місце в стартовому складі і протягом наступних двох сезонів незмінно був серед основних гравців команди.
Влітку 2012 року головний тренер «Зірки» Вадим Євтушенко очолив «Ворсклу» і відразу запросив до своєї команди Скляра. Проте вже в серпні того ж року Євтушенко був звільнений з посади і Скляр став грати за молодіжну команду. Але поступово Олександра почали залучати до матчів основної команди. Спочатку 23 вересня він відіграв за полтавців повний матч у кубку проти чернігівської «Десни», який завершився перемогою «Ворскли» з рахунком 2-1. А вже 7 жовтня зіграв за команду у Прем'єр-лізі, вийшовши в кінцівці матчу проти «Таврії» замість Євгена Будніка (0-0). З того часу молодий футболіст став поступово залучатись до матчів основної команди. З командою став бронзовим призером чемпіонату у сезоні 2017/18 та фіналістом Кубка України 2019/20.

### Кар'єра в збірній
У юнацькій збірній України до 16 років Скляр дебютував 29 січня 2007 року в матчі проти однолітків з Іспанії (1:1), згодом грав за збірну до 17 років. Також провів 1 матч за збірну України до 19 років проти Франції (1:3). Всього за юнацькі збірні різних вікових категорій провів 24 матчі і забив 1 гол.

## Досягнення
- Бронзовий призер чемпіонату України: 2017/18
- Фіналіст Кубка України: 2019/20